# Singoli al numero uno nella Billboard Hot 100 nel 2015
Di seguito è proposta la lista dei singoli al numero uno nella Billboard Hot 100 nel 2015.
La Billboard Hot 100 è una classifica dei singoli più venduti negli Stati Uniti d'America redatta dal magazine Billboard e stilata sulla base dei dati di vendita calcolati non solo sugli album venduti "fisicamente", ma anche sulle vendite digitali, sui passaggi in radio, sui numeri di streaming e dalle visualizzazioni settimanali dei video su YouTube.
Durante il 2016 sono state otto le canzoni che hanno raggiunto la prima posizione della Hot 100, alle quali si aggiunge Blank Space della cantautrice americana Taylor Swift che aveva iniziato la sua permanenza alla numero uno nel 2015. Di questi otto singoli, tre sono state collaborazioni tra più artisti. 
In totale sono stati dieci gli artisti ad aver avuto un singolo in cima alla classifica, dei quali sei —Mark Ronson, Charlie Puth, Kendrick Lamar, Omi, The Weeknd e Justin Bieber— hanno ottenuto la prima numero uno della carriera.
Uptown Funk, di Mark Ronson e Bruno Mars, è stato il singolo con la maggior permanenza alla prima posizione del 2015 regnando per 14 settimane consecutive. Inoltre, essendo stato il singolo con le migliori prestazioni dell'anno si è classificato in vetta alla classifica di fine anno Billboard Year-End Hot 100. La canzone si è poi piazzata al primo posto anche nella classifica di fine decade, la Decade-End Hot 100.
The Weeknd è stato l'undicesimo artista a auto-sostituirsi alla prima posizione quando la sua The Hills ha rimpiazzato la sua precedente numero uno Can't Feel My Face.
Nel 2015 ci sono stati due debutti direttamente al gradino più alto del podio, ovvero What Do You Mean? del cantante canadese Justin Bieber e Hello della cantautrice britannica Adele. Relativamente a quest'ultima, Hello è stata la prima canzone a vendere un milione di copie in solo otto giorni, nonché quarta numero uno della cantante.
The Weeknd e Taylor Swift sono stati gli unici due artisti ad avere più di una numero uno in classifica durante il 2015, con due ciascuno.

## Hot 100

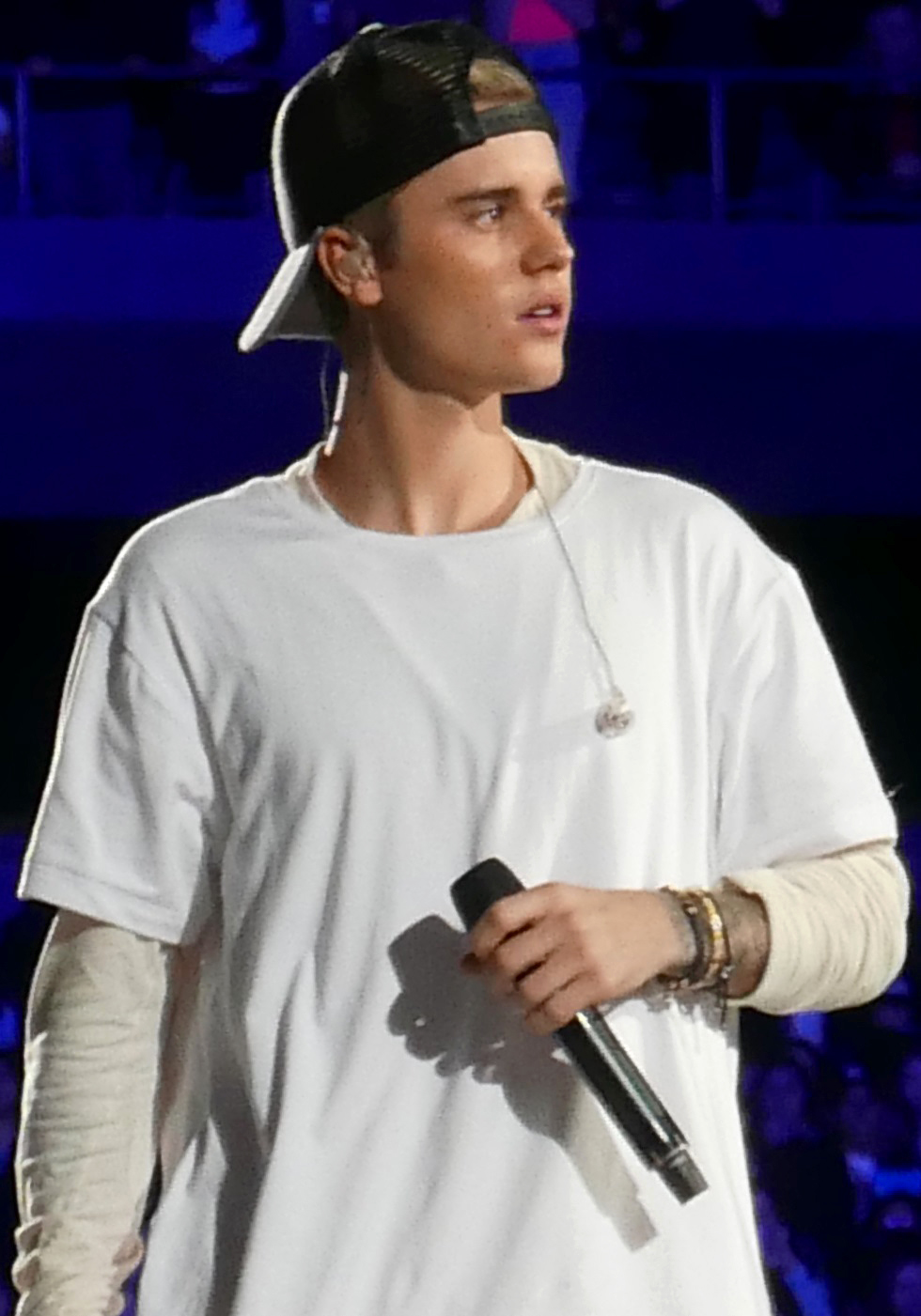
Justin Bieber ha debuttato direttamente in prima posizione con What Do You Mean?.

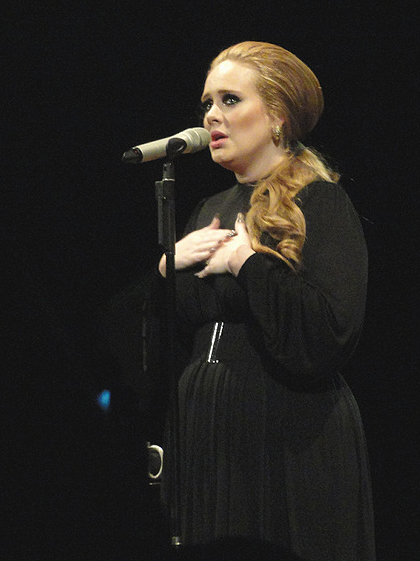
Hello di Adele nella sua prima settimana ha venduto più di un milione di copie digitali, l'unico singolo che ha superato questa soglia. Inoltre è la terza canzone con le più alte vendite in una singola settimana di sempre.

| † | Indica la canzone con le migliori prestazioni del 2015 |

| Data         | Brano              | Artista                           | Totale settimane al numero 1 | Fonti  |
| ------------ | ------------------ | --------------------------------- | ---------------------------- | ------ |
| 3 gennaio    | Blank Space        | Taylor Swift                      | 7                            | [ 3 ]  |
| 10 gennaio   | Blank Space        | Taylor Swift                      | 7                            | [ 4 ]  |
| 17 gennaio   | Uptown Funk! †     | Mark Ronson feat. Bruno Mars      | 14                           | [ 5 ]  |
| 24 gennaio   | Uptown Funk! †     | Mark Ronson feat. Bruno Mars      | 14                           | [ 6 ]  |
| 31 gennaio   | Uptown Funk! †     | Mark Ronson feat. Bruno Mars      | 14                           | [ 7 ]  |
| 7 febbraio   | Uptown Funk! †     | Mark Ronson feat. Bruno Mars      | 14                           | [ 8 ]  |
| 14 febbraio  | Uptown Funk! †     | Mark Ronson feat. Bruno Mars      | 14                           | [ 9 ]  |
| 21 febbraio  | Uptown Funk! †     | Mark Ronson feat. Bruno Mars      | 14                           | [ 10 ] |
| 28 febbraio  | Uptown Funk! †     | Mark Ronson feat. Bruno Mars      | 14                           | [ 11 ] |
| 7 marzo      | Uptown Funk! †     | Mark Ronson feat. Bruno Mars      | 14                           | [ 12 ] |
| 14 marzo     | Uptown Funk! †     | Mark Ronson feat. Bruno Mars      | 14                           | [ 13 ] |
| 21 marzo     | Uptown Funk! †     | Mark Ronson feat. Bruno Mars      | 14                           | [ 14 ] |
| 28 marzo     | Uptown Funk! †     | Mark Ronson feat. Bruno Mars      | 14                           | [ 15 ] |
| 4 aprile     | Uptown Funk! †     | Mark Ronson feat. Bruno Mars      | 14                           | [ 16 ] |
| 11 aprile    | Uptown Funk! †     | Mark Ronson feat. Bruno Mars      | 14                           | [ 17 ] |
| 18 aprile    | Uptown Funk! †     | Mark Ronson feat. Bruno Mars      | 14                           | [ 18 ] |
| 25 aprile    | See You Again      | Wiz Khalifa feat. Charlie Puth    | 12                           | [ 19 ] |
| 2 maggio     | See You Again      | Wiz Khalifa feat. Charlie Puth    | 12                           | [ 20 ] |
| 9 maggio     | See You Again      | Wiz Khalifa feat. Charlie Puth    | 12                           | [ 21 ] |
| 16 maggio    | See You Again      | Wiz Khalifa feat. Charlie Puth    | 12                           | [ 22 ] |
| 23 maggio    | See You Again      | Wiz Khalifa feat. Charlie Puth    | 12                           | [ 23 ] |
| 30 maggio    | See You Again      | Wiz Khalifa feat. Charlie Puth    | 12                           | [ 24 ] |
| 6 giugno     | Bad Blood          | Taylor Swift feat. Kendrick Lamar | 1                            | [ 25 ] |
| 13 giugno    | See You Again      | Wiz Khalifa feat. Charlie Puth    | 12                           | [ 26 ] |
| 20 giugno    | See You Again      | Wiz Khalifa feat. Charlie Puth    | 12                           | [ 27 ] |
| 27 giugno    | See You Again      | Wiz Khalifa feat. Charlie Puth    | 12                           | [ 28 ] |
| 4 luglio     | See You Again      | Wiz Khalifa feat. Charlie Puth    | 12                           | [ 29 ] |
| 11 luglio    | See You Again      | Wiz Khalifa feat. Charlie Puth    | 12                           | [ 30 ] |
| 18 luglio    | See You Again      | Wiz Khalifa feat. Charlie Puth    | 12                           | [ 31 ] |
| 25 luglio    | Cheerleader        | Omi                               | 6                            | [ 32 ] |
| 1 agosto     | Cheerleader        | Omi                               | 6                            | [ 33 ] |
| 8 agosto     | Cheerleader        | Omi                               | 6                            | [ 34 ] |
| 15 agosto    | Cheerleader        | Omi                               | 6                            | [ 35 ] |
| 22 agosto    | Can't Feel My Face | The Weeknd                        | 3                            | [ 36 ] |
| 29 agosto    | Cheerleader        | OMI                               | 6                            | [ 37 ] |
| 5 settembre  | Cheerleader        | OMI                               | 6                            | [ 38 ] |
| 12 settembre | Can't Feel My Face | The Weeknd                        | 3                            | [ 39 ] |
| 19 settembre | What Do You Mean?  | Justin Bieber                     | 1                            | [ 40 ] |
| 26 settembre | Can't Feel My Face | The Weeknd                        | 3                            | [ 41 ] |
| 3 ottobre    | The Hills          | The Weeknd                        | 6                            | [ 42 ] |
| 10 ottobre   | The Hills          | The Weeknd                        | 6                            | [ 43 ] |
| 17 ottobre   | The Hills          | The Weeknd                        | 6                            | [ 44 ] |
| 24 ottobre   | The Hills          | The Weeknd                        | 6                            | [ 45 ] |
| 31 ottobre   | The Hills          | The Weeknd                        | 6                            | [ 46 ] |
| 7 novembre   | The Hills          | The Weeknd                        | 6                            | [ 47 ] |
| 14 novembre  | Hello              | Adele                             | 10                           | [ 48 ] |
| 21 novembre  | Hello              | Adele                             | 10                           | [ 49 ] |
| 28 novembre  | Hello              | Adele                             | 10                           | [ 50 ] |
| 5 dicembre   | Hello              | Adele                             | 10                           | [ 51 ] |
| 12 dicembre  | Hello              | Adele                             | 10                           | [ 52 ] |
| 19 dicembre  | Hello              | Adele                             | 10                           | [ 53 ] |
| 26 dicembre  | Hello              | Adele                             | 10                           | [ 54 ] |

Note:
1. ↑  Ha raggiunto il numero uno anche nel 2014
2. ↑  Ha raggiunto il numero uno anche nel 2016

## Top 10 Year-End 2015
Alla fine di ogni anno, Billboard pubblica una lista delle 100 canzoni che hanno avuto più successo nella Hot 100 durante l'anno di riferimento. Il periodo di riferimento non equivale a tutte le 52 settimane dell'anno ma, per il 2015, sono stati presi in considerazione i dati del periodo compreso tra il 6 dicembre 2014 e il 28 novembre 2015. La classifica di fine anno Year-End 2015 è stata pubblicata il 9 dicembre 2015. Di seguito sono indicate le prime 10 posizioni della classifica di fine anno.
| #  | Brano             | Artista/i                      | Posizione massima | Fonti |
| -- | ----------------- | ------------------------------ | ----------------- | ----- |
| 1  | Uptown Funk       | Mark Ronson feat. Bruno Mars   | 1                 | [ 2 ] |
| 2  | Thinking Out Loud | Ed Sheeran                     | 2                 | [ 2 ] |
| 3  | See You Again     | Wiz Khalifa feat. Charlie Puth | 1                 | [ 2 ] |
| 4  | Trap Queen        | Fetty Wap                      | 2                 | [ 2 ] |
| 5  | Sugar             | Maroon 5                       | 2                 | [ 2 ] |
| 6  | Shut Up and Dance | Walk the Moon                  | 4                 | [ 2 ] |
| 7  | Blank Space       | Taylor Swift                   | 1                 | [ 2 ] |
| 8  | Watch Me          | Silentó                        | 3                 | [ 2 ] |
| 9  | Earned It         | The Weeknd                     | 3                 | [ 2 ] |
| 10 | The Hills         | The Weeknd                     | 1                 | [ 2 ] |